# Thirteen (álbum de Emmylou Harris)
Thirteen es el decimotercer álbum de estudio de la cantante estadounidense Emmylou Harris, publicado por la compañía discográfica Warner Bros. Records en febrero de 1986. Incluyó una amplia variedad de versiones de temas de otros artistas como Merle Haggard, Junior Parker, Jack Clement, Bruce Springsteen y Porter Wagoner, así como la colaboración de John Anderson y Dolly Parton.
A fecha de 2015, Thirteen no ha sido editado en CD por separado, solo como parte de la serie Emmylou Harris Original Album Series Vol. 2, y es uno de los pocos discos de Harris no incluido en la serie de reediciones de Eminent Records. En abril de 2011, fue publicado en la tienda digital de iTunes. 

## Lista de canciones
1. "Mystery Train" (Sam Phillips, Herman Parker) – 2:35
2. "You're Free to Go" (Dan Robertson, Lou Herscher) – 2:48
3. "Sweetheart of the Pines" (Paul Kennerley, Emmylou Harris) – 3:22
4. "Just Someone I Used to Know" [duet with John Anderson (Jack Clement) – 2:57
5. "My Father's House" (Bruce Springsteen) – 4:48
6. "Lacassine Special" (Iry LeJeune) – 2:58
7. "Today I Started Loving You Again" (Merle Haggard, Bonnie Owens) – 3:22
8. "When I Was Yours" (Paul Kennerley, Emmylou Harris) – 2:48
9. "I Had My Heart Set on You" (Rodney Crowell, Paul Kennerley) – 3:09
10. "Your Long Journey" (Doc Watson, Rosalie Watson) – 3:44

## Posición en listas
| País           | Lista          | Posición |
| -------------- | -------------- | -------- |
| Estados Unidos | Billboard 200  | 157      |
| Estados Unidos | Country Albums | 9        |